# Torneo de la FUF 1923
El Torneo de la FUF 1923 fue el primer torneo organizado por la Federación Uruguaya de Football, nueva federación fundada por Central y Peñarol, clubes recientemente expulsados de la Asociación Uruguaya de Fútbol. Dicho torneo se desarrolló simultáneamente con el de la AUF, en el episodio conocido como el cisma del fútbol uruguayo.
El torneo consistió en un campeonato a una rueda de todos contra todos. En él participaron 32 equipos, todos recientemente inscriptos a esta nueva federación, y muchos de ellos llevaban estrecha relación con el C.A. Peñarol, equipos bautizados con nombres tales como "Peñarol del Plata", "Roland Moor" o "Roberto Chery", que referencian directamente al club aurinegro. Finalmente, se coronó campeón un equipo de Wanderers, denominado "Atlético Wanderers", ya que el club participaba con un equipo alternativo en el torneo, debido a que siguió afiliado a la AUF y ese año el club disputó con su nombre oficial paralelamente el Campeonato Uruguayo de 1923.

## Posiciones
| Puesto | Equipo             | Pts | PJ | PG | PE | PP | GF | GC | Dif |
| ------ | ------------------ | --- | -- | -- | -- | -- | -- | -- | --- |
| 1°     | Atlético Wanderers | 59  | 31 | 29 | 1  | 1  | 75 | 8  | +67 |
| 2°     | Peñarol            | 56  | 31 | 27 | 2  | 2  | 99 | 10 | +89 |
| 3°     | Lito Cuadrado      | 50  | 31 | 23 | 4  | 4  | 76 | 17 | +59 |
| 4°     | Central            | 47  | 31 | 22 | 3  | 6  | 68 | 22 | +46 |
| 5°     | Peñarol del Plata  | 44  | 31 | 18 | 8  | 5  | 54 | 21 | +43 |
| 6°     | Colón              | 43  | 31 | 19 | 5  | 7  | 58 | 26 | +32 |
| 7°     | Rosarino Central   | 43  | 31 | 17 | 9  | 5  | 47 | 27 | +20 |
| 8°     | Olimpia            | 42  | 31 | 17 | 8  | 6  | 52 | 28 | +24 |
| 9°     | Misiones           | 41  | 31 | 16 | 9  | 6  | 38 | 25 | +13 |
| 10°    | Sud América        | 41  | 31 | 18 | 5  | 8  | 40 | 34 | +6  |
| 11°    | Defensor           | 38  | 31 | 16 | 6  | 9  | 45 | 24 | +21 |
| 12°    | Roberto Chery      | 38  | 31 | 16 | 6  | 9  | 46 | 38 | +8  |
| 13°    | Roland Moor        | 37  | 31 | 15 | 7  | 9  | 42 | 39 | +3  |
| 14°    | Las Piedras        | 36  | 31 | 16 | 4  | 11 | 40 | 35 | +5  |
| 15°    | Uruguayo           | 35  | 31 | 13 | 9  | 9  | 31 | 26 | +5  |
| 16°    | Oriental Pocitos   | 31  | 31 | 14 | 3  | 14 | 47 | 36 | +7  |
| 17°    | Solferino          | 30  | 31 | 12 | 6  | 13 | 35 | 28 | +7  |
| 18°    | Charley            | 30  | 31 | 10 | 10 | 11 | 38 | 33 | +5  |
| 19°    | Bequelo            | 29  | 31 | 12 | 5  | 14 | 31 | 39 | -8  |
| 20°    | Miramar            | 26  | 31 | 10 | 6  | 15 | 30 | 41 | -11 |
| 21°    | Sayago             | 25  | 31 | 8  | 9  | 14 | 26 | 37 | -11 |
| 22°    | Reformers          | 20  | 31 | 7  | 6  | 18 | 19 | 41 | -22 |
| 23°    | San Carlos Taurino | 20  | 31 | 5  | 10 | 16 | 28 | 51 | -23 |
| 24°    | Triumph Juniors    | 19  | 31 | 5  | 9  | 17 | 17 | 59 | -42 |
| 25°    | Treinta y Tres     | 18  | 31 | 6  | 6  | 19 | 21 | 60 | -39 |
| 26°    | River Plate        | 18  | 31 | 5  | 8  | 18 | 14 | 56 | -42 |
| 27°    | Miguelete          | 17  | 31 | 5  | 7  | 19 | 17 | 47 | -30 |
| 28°    | Belvedere          | 17  | 31 | 6  | 5  | 20 | 20 | 53 | -23 |
| 29°    | Firestone          | 16  | 31 | 5  | 6  | 20 | 17 | 64 | -47 |
| 30°    | Livingstone        | 15  | 31 | 3  | 9  | 19 | 14 | 68 | -54 |
| 31°    | Sportivo Aguada    | 9   | 31 | 1  | 7  | 23 | 10 | 78 | -68 |
| 32°    | Uruguay Forever    | 1   | 31 | 0  | 1  | 30 | 4  | 29 | -25 |

|  | Campeón de la FUF.                     |
|  | Relegado a Segunda División de la FUF. |

| Uruguay                                               |
| Campeón de la FUF 1923 Atlético Wanderers 1.er título |